# Борис Абрамов
Борис Николаевич Абрамов (на руски: Борис Николаевич Абрамов) (2 август 1897 г., Нижни Новгород, Руска империя – 5 септември 1972 г., Веньов, Тулска област, СССР) е руски философ, поет, писател, духовен учител с много последователи.
След като участва в Гражданската война в Русия, той живее дълги години в Харбин в Манчжурия и става последовател на Николай и Елена Рьорих. Съставя нравствени философски записки, публикувани (от 1993 г.) в поредица от книги, наречени „Светлините на Агни Йога“ (или „Върховете на Агни Йога“) (на руски: Грани Агни Йоги).

## Произход и образование
Б. Н. Абрамов е роден на 2 август 1897 г. в Нижни Новгород в семейството на потомствен благородник. Баща му Николай Николаевич Абрамов (1872−1917) е офицер, подполковник от 1916 г. Майка му Екатерина Григориевна Абрамова (1872−1954?) е също дъщеря на военен.
Семейство Абрамови има 2 деца: Борис и по-големият му брат Николай (1896 − ?). Абрамови са с православна вяра. Борис е кръстен в църквата „Възкресение Христово“ в Нижни Новгород на 24 юли 1897 г., което е записано в енорийския регистър на църквата.
През август 1906 г., на 9-годишна възраст, Борис започва обучението си в Нижненовгородския благороднически институт на император Александър II. Това е средно образователно заведение за благородни деца (по статут е равно на класическата гимназия) и се смята за едно от най-добрите на своето време. Благородният институт осигурява осемгодишно средно образование, предшествано от допълнителен „подготвителен“ клас и е на база пълен пансион. В него се преподават руска граматика и литература, Божият закон, няколко чужди езика и точни науки, както и танци, музика и гимнастика.
Фотоалбум „Нижегородски благороднически институт на император Александър II. 1913 учебна година“, публикуван в Париж (1913) съдържа повече от тридесет снимки, които дават добра представа както за външния вид на учебната сграда и нейния интериор, така и за провежданите занятия със студентите и техния живот.
Абрамов учи в института до 28 април 1915 г. и завършва пълния осемгодишен курс със сребърен медал. След дипломирането му издават зрелостен сертификат за No 800. През същата година Абрамов постъпва в юридическия факултет на Императорския Московски университет. Централният държавен архив на Москва съхранява деловодното дело на студента Б. Н. Абрамов за 1915 г., което съдържа неговата молба до ректора и набор документи, необходими за записване. Абрамов успява да завърши само първи курс поради мобилизация.

## Военна служба. 1916 – 1918 г.
През 1916 г. ситуацията по фронтовете на Първата световна война става все по-тежка и драматична за руската армия, която претърпява непоправими загуби на офицерския корпус по време на тежки битки. От март 1916 г. студентите от висшите учебни заведения са призовани за военна служба.
Въпреки че през февруари 1916 г. Абрамов получава отсрочка за завършване на образованието си в университета до 1924 г., още през август той държи изпит и е признат за „годен за военна служба“. Изпратен е в първия подготвителен учебен батальон в родния му Нижни Новгород, в сградите на Нижегородската духовна семинария. Тук в продължение на два-три месеца учениците преминават първоначално военно обучение, след което са изпратени в училища за прапорщици.
На 9 ноември 1916 г. Абрамов е записан в училището за прапорщици за адмиралтейството към военноморския учебен стрелков отбор в Ораниенбаум (сега град Ломоносов, Ленинградска област). На 12 декември той полага клетва за вярност на суверенния император и родината. През януари 1917 г. е повишен в боен подофицер.
Втори випуск на училището, в който влиза и Абрамов, завършва обучението си в края на февруари 1917 г. В „Списъка на старшинството на точките“ той е посочен на първо място (общ бал – 146,8) от 153 ученици. По-късно, със заповед на Временното правителство, целият випуск е повишен в мичмани на флота.
Съгласно заповед на командира на Балтийския флот от 21 април 1917 г. Абрамов е назначен на укрепената позиция Або-Аланд. Първоначално служи като старши офицер на 2-ра рота на 2-ри отделен артилерийски батальон на Приморския фронт, а през пролетта на 1918 г. вече е командир на този батальон.
Позицията Або-Аланд е част от отбранителната система на Морската крепост на император Петър Велики, покриваща финландското и естонското крайбрежие и защитава подстъпите към Петроград от морето. Военните действия се водят главно в морето, руският гарнизон в Оландските острови не участва в активни военни действия. До януари 1918 г. по-голямата част от гарнизона е евакуирана в континенталната част на Русия.
През април 1918 г. Абрамов е освободен от активна служба и прехвърлен в държавното опълчение.
Връщайки се в Москва, през същия месец Абрамов подава молба, адресирана до ректора на Московския държавен университет, за възстановяването му като студент по право. Продължаването на обучението му обаче е възпрепятствано от разгорялата се в страната гражданска война.

## Участие в Гражданската война. 1918 – 1920 г.
Вторият етап от военната служба на Абрамов започва в Пермската територия, където се озовава през лятото на 1918 г. Тогава той е на 21 години.
Във връзка с продължаващите битки и започналото общо отстъпление на Бялата армия се извършва постоянна реорганизация на войските с цел постигане на по-успешна тактика в Гражданската война. Това е отразено и в биографията на Абрамов.
От 1 септември 1918 г. до 1 март 1919 г. служи като „командир на разузнавателния отряд“ в служба „във 2-ра батарея на артилерийския дивизион на 8-ма Камска стрелкова артилерийска бригада“. Тази бригада е част от 8-ма Камска стрелкова дивизия на адмирал А. В. Колчак, която е една от най-големите на Източния фронт.
От 1 март до 1 юни 1919 г. Абрамов служи като младши офицер на плаващата батарея Микула Селянинович в Камската флотилия. Както в службата си в Балтийския флот, той осигурява бойни способности за 152-милиметровите (6-инчови) оръдия Kahnet.
От 1 юни 1919 г. Абрамов става офицер от комуникационния екип на артилерийския батальон на артилерийския дивизион на морските стрелци и след известно време се озовава в град Барнаул.
Още през декември 1918 г. адмирал А. В. Колчак издава заповед за сформиране на „Отделна бригада на морските стрелци“ от екипите на Речната бойна флотилия. Всеки от нейните батальони има комуникационен екип. След тежки боеве през юли 1919 г. морската стрелкова бригада е реорганизирана в дивизия. Артилерийският батальон от морски стрелци е сформиран отделно от дивизията не в Новониколаевск, а в Барнаул.
Батальонът се присъединява към дивизията малко по-късно. В състава му Абрамов става участник в мащабното отстъпление на Бялата армия на изток, останало в историята като "Великия сибирски леден поход" (Ледена кампания) под командването на генерал-лейтенант В. О. Капел.
Както Абрамов посочва в биографичния си въпросник,   трагичният конен поход продължава пет месеца от ноември 1919 г. до март 1920 г. до Чита и отвъд и изминава 2000 км. Оттеглящата се бяла армия преодолява по пътя си 50-градусови студове, глад и епидемии. В Задбайкалието, в края на февруари 1920 г., дивизията от морски стрелци наброява едва около 300 души.
От януари до ноември 1920 г. Задбайкалието става последната крепост на Бялото движение в Сибир. През февруари 1920 г. остатъците от армията на починалия генерал В. О. Капел, под командването на генерал-майор С. Н. Войцеховски, се присъединяват към войските на атаман Г. М. Семьонов. До края на февруари формированията на Капел са реорганизирани във 2-ри и 3-ти корпус.
Абрамов се озовава на изток от Чита в град Нерчинск, който някога е бил първата столица на Задбайкалския край.
В армията на генерал Смолин Абрамов служи като офицер от Артилерийския парк на 2-ри корпус. Този корпус защитава района на гара Оловяная на Китайско-източната железница, южно от Нерчинск. По това време по заповед на атаман Г. М. Семьонов той е повишен в лейтенант на военновременния флот за участие в Ледената кампания.
На 20 декември 1920 г. с последните части на 2-ри корпус Абрамов се оттегля от Задбайкалието в Манджурия. Причината за пристигането им е дадена като „отстъпление на армията в Манджурия “.
По-късно, в едно от писмата от 30 януари 1922 г. до Е. Г. Зарина, Абрамов отбелязва с оскъдни редове тези трудни години: „... Само чрез невероятни трудности, ужаси и всяка минута опасност да бъда убит или да замръзна, аз спасих този живот...“.
През 1919 – 1920 г. в цяла Русия бушува епидемия от коремен тиф, но тогава все още няма ваксина. Според въпросника Абрамов не е бил раняван, но два пъти боледува от тиф. Като последица придобива сърдечно заболяване. Според мемоарите на О. А. Копецкая, Абрамов за втори път страда от тиф още при пристигането си в Китай.

## Емиграция в Китай, Харбин, 1920-1950-те години

### Работа
От 1 март 1921 г. Абрамов две години работи като помощник-лаборант в завода за суха дестилация на дървесина при горска концесия „Л. С. Скиделски и синове“ на кръстовището в Лукашево на железницата. Няколко от писмата му, датирани от 1922 г., имат адрес на подателя, Лукашево, тогава град Харбин.
От 1 март 1923 г. до 1 ноември 1931 г. в продължение на осем години Абрамов работи като помощник-лаборант в лабораторията на Агрономическата секция на Поземления отдел на ЦЕР в Харбин. През 1928 г. „Известия“ на Агрономическата организация издават сборник „Опростени методи за изследване на боба и някои продукти от тяхната преработка“, в който е публикувана научна статия на Б. Н. Абрамов – „Определяне на съдържанието на влага в боба“.
Причината за уволнението му от лабораторията е, че е китайски гражданин. Както Абрамов посочва в биографичния си въпросник, той кандидатства за китайско гражданство през 1925 г. През есента на 1931 г. Манджурия е окупирана от японски войски. В тази връзка очевидно започват масови съкращения на китайски граждани по политически и идеологически причини.
След това от 1931 до 1934 г. Абрамов живее от частни уроци по английски език. Във въпросниците той посочва нивото на владеене на езика като „учител“ и „преводач“.
От 1 юни 1934 г. до края на 1937 г. Абрамов работи като инспектор в търговския и данъчен отдел на Харбинското градско управление. От 1 януари 1938 г. до 30 ноември 1939 г. служи като инспектор в Държавното дежурно бюро.
От 1 февруари 1940 г. до февруари 1946 г. той служи първо като секретар на колежа, а след това като ръководител на студентския клуб в Християнския съюз на младите мъже (YCL) в Харбин. Като служител на Съюза е бил член.
След това от 12 февруари 1946 г. до 1 август 1948 г. работи като лаборант в химическата лаборатория на Акционерно дружество „И. Я. Чурин и сие“, а от 1 октомври 1948 г. до 1 март 1949 г. – на Акционерното дружество на Североизточната химико-фармацевтична лаборатория „Востхим“ и компания.
От 1 септември 1949 г. в продължение на 10 години, той работи в Харбинския политехнически институт: първо като лаборант, година по-късно като преподавател по руски език, а през последните три години е консултант на китайски учители по руски език, а също така участва в съставянето на учебници по руски език.
Абрамов владее английски, знае китайски, може да говори японски и да чете немски текстове. Във въпросника от 1943 г. той също така посочва, че има средни познания по френски език.

### Семейство
През февруари 1923 г. майката на Абрамов идва да го види, както той отбелязва, „избягала от Задбайкалието“. Тя идва от Иркутск (въпреки че е родена и живяла със семейството си в Нижни Новгород). До смъртта си тя живее в Харбин със сина си.
През януари 1929 г. Абрамов се жени за Нина Ивановна Шахрай (1907 – 1994), която става негова сродна душа и спътница до края на живота му.
Нина Ивановна е родена на 15 май 1907 г. в Харбин. През 1924 г., тоест на 16-17-годишна възраст, тя завършва Харбинското търговско училище на. Пет години по-късно, през 1929 г., завършва Юридическия факултет в Харбин. В харбинския въпросник от 1942 г. не са посочени места на работа от Нина Ивановна, а пише, че е зависима от съпруга си домакиня. В по-късен документ обаче тя отбелязва, че има 20 години практически опит като цветарка и плетачка. В „Пенсионното досие на Н. И. Абрамова“ не са представени документи, потвърждаващи този стаж.
Известно е, че в средата на 1940 г. Нина Ивановна заболява тежко, което сериозно подкопава здравето ѝ. След боледуването си тя вече не може да работи. Следователно и майката, и съпругата са на издръжката на Абрамов в Харбин.

### Духовно търсене
Още от младостта си Абрамов е увлечен от въпросите за смисъла на живота и предназначението на човека, той се интересува активно от теософията и източната философия. Чете много и записва в тетрадка всичко, свързано с духовното развитие. В неговите тетрадки и писма намираме откъси от Евангелието, от произведенията на Ф. М. Достоевски, Лев Толстой, К. Д. Балмонт, О. Вайнингер, М. Колинс и др. Той внимателно и многократно изучава книгата на Рамачарака „Пътят на достигане на индийските йоги“. Този период на търсене намалява в началото на 1920-те години.
До наши дни са оцелели 4 писма на Абрамов, адресирани до Екатерина Георгиевна Зарина, член на Президиума на Теософското дружество във Владивосток през 1920 – 1922 г. Тя е издател на теософското списание „Нови мисли, нови пътища“. Писмата на Абрамов са публикувани от нея в два броя на списанието (№ 12, 13) за 1922 г. в рубриката „Теософското движение в региона в писма“.
Писмата показват напрежението на духовните търсения и стремежи на Абрамов. Ето четири важни откъса от тези писма:
- „Трудно е да ходи, много трудно. Но научих – не от ума, не от логиката, а от нещо друго – че нашето човешко познание е нищо (само по себе си), че всички религии са верни (защото идеята за всяка е Бог), че има свят на Христос и Буда, Сократ и Епикур, Кант и Толстой, светът е толкова далечен и чужд на всичко, което може да се изрази с една дума – филистерски; че в човека от сътворението на света има две възможности: да стане животно и човек, и че всичко това е в мен...“ (30 януари 1922).[31]

- „И ми се струва, че само онова учение, което е в състояние да обхване всичко: от ресничките до Шекспир, от привличането на атомите към космогоничния цикъл, от злободневните подли клюки или вулгарност до най-голямото себеотрицание, може да бъде смело, без колебание, прието от мен. Къде е?" (30 януари 1922 г.).
- „Дълбоко съм убеден, че не институциите, не формите, не правителствата и социалната система трябва да се преправят, а трябва да се преработим – и останалите ще дойдат при тях, които имат нужда от тази „почивка“. И в тази вълна от теософско движение виждам проблясъци на идващия свят и обрат в историята на универсалната човешка мисъл” (5 декември 1922).
- „Единствената работа, на която бих могъл да посветя целия си живот с удоволствие, е работата по внасянето в живота, в света на нови идеи и мисли, които вече са станали част от живота ми; и желанието ми да помагам на другите в това се засилва всеки ден ”(6 май 1922).

Идеята, изразена в последния цитат, се оказа до голяма степен пророческа. Абрамов наистина посвещава по-голямата част от живота си на разбирането на новото учение Жива Етика (Агни йога) с автори семейство Рьорих. Първите страници на това учение започват да се съставят през 1920 г. Развитието на идеите на Живата етика и тяхното прилагане в ежедневната практика се превръща в основна линия на неговата творческа дейност.

### Среща с Николай Рьорих
През лятото на 1934 г. Абрамов се среща с Николай Рьорих, голям художник, хуманистичен мислител, инициатор на Пакта Рьорих („За защита на художествените и научни институции и исторически паметници“) и неговия син, ориенталиста Ю. Н. Рьорих. Семейство Рьорих посещава Харбин по време на манджурската си експедиция от 1934 – 1935 г. Тази среща е повратна точка и определя целия следващ живот на Абрамов.
По време на престоя си в Харбин Н. Рьорих обединява около себе си малка група хора, духовно съгласни с учението за живата етика, които са готови за сътрудничество и претворяване на идеите в живота. Под ръководството му се провеждат редовни заседания на създадената „Общност“. Групата включва, освен Б. Н. и Н. И. Абрамови, Е. П. Инге, З. Н. Чунихина, В. К. Рьорих, П. А. Чистяков, съпрузите А. П. и Е. С. Хейдоки, В. Н. Граматчи и други.
Централно място в тези разговори е отделено на Учението по жива етика, посветено на въпросите за безграничната еволюция на Вселената и човечеството като негова част, тяхната многоизмерност и дълбока взаимосвързаност. Учението, утвърждаващо съществуването на единни Закони на Космоса, ги схваща като основи на живота и прогресивното развитие на всички неща. В хармония и ритъм с тях, основните области на човешката дейност са творчеството, знанието, духовното и морално усъвършенстване, работата за общото благо.
Морално-философските и културно-просветителските идеи на Рьорих се оказват много близки на Абрамов. С цялото си сърце той го приема като наставник в живота, духовен Учител. Преди да напусне Харбин, Н. К. Рьорих подарява на Абрамов и съпругата му Нина символични пръстени в знак на особено доверие и духовна близост.
От средата на 30-те години на XX век и до смъртта на Николай Рьорих (1947), а след това на Елена Рьорих (1955), семейство Абрамови си кореспондират с тях и се надяват на нови срещи. Получени са 39 писма от Елена Рьорих, адресирани до Абрамов. Тази кореспонденция има дълбоко поверителен и едва доловимо сърдечен характер. Елена Ивановна нарича Абрамов „духовен син“ и му помага с мъдри съвети. Тя изпраща два тома от книгата „Безкрайност“, която е част от Живата етика, за спомен на Абрамови.
През 1934 г. в Харбин е създаден Руският комитет на Пакта Рьорих за защита на културните ценности и Борис Абрамов става активен член на този комитет. През същата година комитетът издава брошурата „Знаме на мира. Руски комитет на пакта Рьорих в Харбин. Доклад“. Символът на Пакта – три червени кръга в един кръг – отразява разбирането на Рьорих за културата и движещите сили на човешката еволюция. Културата е синтез на най-добрите постижения в трите най-важни сфери на човешката дейност: наука, изкуство и религия. Също така е символ на миналото, настоящето и бъдещето в кръга на вечността; единството на трите начала в човешкия микрокосмос – тяло, душа и дух, и в битието – земните, фините и огнените начала на живота.

### „Общност“
От началото на 1940-те години под ръководството на Абрамов се развива кръг от заинтересовани млади хора, които в крайна сметка стават негови духовни ученици и ученички (Общност, на руски: Содружество, основана от Рьорих). Седмичният ритъм на срещите в продължение на много години създава основата за дълбоко потапяне в идеите на учението по Жива етика и мощен подем на творчески сили.
На срещите се изучават основите на философията и практиката за морално усъвършенстване на Живата етика, изработват се правила за живота и вътрешната работа над самия себе си. Много внимание е отделено на развитието на собствените творчески способности на членовете на групата. Абрамов подкрепя учениците, споделя своя опит, дава ценни съвети. Един от учениците му отбелязва, че „разговорите с него за смисъла на изкуството и творчеството, за самоусъвършенстването, за целта на живота, за щастието, за пътя на живота, за вечността и много други са най-интересните разговори, запомнени за цял живот.
Общността съществува дълги години, до 50-те години на XX век, когато членовете ѝ започват да се разпръскват от Харбин. По-късно тя получава името на „по-старата“ Общност, тъй като някои от членовете ѝ от своя страна започват да ръководят малки групи от млади хора в изучаването на Живата етика.
Ученици
Сред учениците на Абрамов са:
- Наталия Дмитриевна Спирина (1911 – 2004) – Рьорихов учен, поет, създател на „Рьориховско“ направление в поезията, основател и председател на Сибирското Рьорихово дружество (Новосибирск), инициатор и организатор на създаването на два музея на Н. К. Рьорих в Новосибирск и в Горно-Алтайск, в село Горен Уймон. Издателство „СибРО“ публикува обобщения от разговорите ѝ с Абрамов от 1946 до 1971 г. под заглавие „Искри светлина“.[38]
- Олга Стефановна Кулинич (по мъж Коренева, ок. 1921 – 2011) – изпълнителен музикант, живее в Австралия от 1962 г., завършва Консерваторията в Сидни, пише поезия и проза.
- Олга Адриановна Копецкая (родена Бузанова, 1924 – 1999), художничка, живее в Австралия от 1959 г.
- Аркадий Семьонович Падерин (1914 – 1979), графичен дизайнер, обича рисуването и музиката. Б. Н. Абрамов не въвежда А. С. Падерин във вътрешния кръг на своите ученици и се среща с него отделно. След завръщането си в СССР, Падерин работи, както всички репатрианти през 1954 г., в продължение на три години в държавна ферма в района на Караганда в Казахстан, откъдето през 1957 г. се премества с майка си в Екатеринбург (тогава Свердловск).
- Борис Андреевич Данилов (1927 – 2011) е ученик на Е. П. Инге, един от активните участници в „старшия“ „Бич“. От 1950 г. по нейна молба (по повод заминаването ѝ в Германия) Б. Н. Абрамов продължава обучението си при него до заминаването му в СССР през 1954 г.[39] В родината си Б. А. Данилов работи три години по девствените земи като механик-комбайнер в държавното стопанство на район Чкаловски (сега Оренбургска област) и през 1957 г. успява да се премести в Новосибирск. Б. А. Данилов пише статии и мемоари;[40] над 20 години е директор на издателство Алгим (Новосибирск), което издава ръкописите на Абрамов.
- Лидия Ивановна Прокофиева (по мъж Зубчинская, 1925 – 2014), лекар. От Харбин се премества при съпруга си в СССР през 1956 г. в село Вихоревка, Иркутска област. След пенсионирането си от 1971 г. живее в Уст Каменогорск.
- Николай Александрович Зубчински (букв. псевдо. Уранов) (1914 – 1981), писател, поет, художник-любител. След като е арестуван от съветските власти през 1945 г., излежава срок без право на кореспонденция в сибирските лагери до 1956 г. След освобождаването си работи в с. Вихоревка, Иркутска област. Заедно със съпругата си Л. И. Зубчинская той напуска Б. Н. Абрамов като духовен учител, неоснователно вярвайки, че го е „надраснал“.[41] От 1971 г. живее в Уст Каменогорск.

## Завръщане в Русия

### Новосибирск
Дълги години Абрамови чакат да се върнат в родината си, тъй като се стремят да изпълнят завета на своите духовни Учители Н. К. и Е. И. Рьорих – да отидат в Русия, страната на бъдещата нова култура. Когато най-накрая се отваря възможност, семейство Абрамови се мести в СССР.
На 22 септември 1959 г. Генералното консулство на СССР в Харбин заверява редица документи, свързани с местожителството и местоработата на Б. Н. Абрамов, а на 8 октомври двойката получава съветски паспорти и седмица по-късно са регистрирани в Новосибирск.
Абрамов успява да пренесе контрабандно през строгия контрол на границата книгите на учението за Жива етика, своите духовни и философски дневници, кореспонденцията с Рьорих. По-късно, в началото на 90-те години на XX век, те стават източник на първата пълна публикация на „Жива Етика“ в Съветския съюз.
Установяването в родината отнема няколко години и е трудно. Повече от година в Новосибирск Абрамови живеят в една стая от апартамента на познати от Харбин и не могат да разопаковат нещата си. Не успяват да се сдобият със собствено жилище (въпреки обещанията на властите) или да наемат нещо подходящо.
Известно е, че Абрамов работи един месец през март 1960 г. в Новосибирската регионална библиотека. На 27 септември 1960 г. в Новосибирската художествена галерия се открива постоянна изложба с картини на Николай Рьорих. В основата на тази колекция са 60 платна, които са дарени на Сибир от Юрий Рьорих. Абрамов активно помага при организирането на изложбата: участва в окачването на картините и информационното развитие на експозицията, публикува статии в местни вестници.
През 1959 г. Абрамов отива в Москва за лична среща с Юрий Рьорих, завърнал се в Русия в 1957 г. По време на срещата, (състояла се около 8 декември) и между тях се провежда важна беседа. Юрий донася в СССР по-голямата част от наследството на родителите си – картини, ръкописи, колекции от ориенталско изкуство. По това време той работи по създаването на музей на Николай Рьорих в Москва или Санкт Петербург. Сътрудничеството с Юрий Николаевич, участието и съдействието в неговите дела несъмнено са важна цел на Абрамов и са причината за желанието му да се премести в Москва. Обаче става така, че това е единствената им лична среща. Второто посещение на Б. Н. Абрамов в Москва в края на май – началото на юни 1960 г. е вече след смъртта на Ю. Н. Рьорих.

### Москва
След като научава за жилищния проблем на Абрамови в Новосибирск, Юрий Николаевич се опитва да им помогне да се установят в Москва. По това време има два варианта: или в държавната дача, строена специално за Юрий, или на дачата на академик Н. Д. Зелински, с чието семейство Юрий Николаевич е близък (синът на академика е негов ученик).
След смъртта на Ю. Н. Рьорих строителството на неговата дача спира. Семейство Абрамови получават разрешение от Зелински да се заселят в тяхната дача, местят се в Москва и от средата на февруари до края на май 1961 г. живеят в Московска област. Там обаче се оказва невъзможно да получат разрешение за постоянно пребиваване и се налага да търсят ново местожителство.
След трудно търсене Абрамов избира град Веньов, в Тулска област, на 163 км югоизточно от Москва. Важна роля в това решение очевидно изиграва по-топлият климат (поради лошото здраве на Нина Ивановна), близостта до столицата и възможността да се пътува с влак. На 12 юни 1961 г. Абрамови пристигат във Веньов и живеят тук до февруари следващата година.
През 1961 г., по време на престоя си в Москва, З. Г. Фосдик, изпълнителен директор на музея на Николай Рьорих в Ню Йорк идва, за да проучи архивите за Н. К. Рьорих, Б. Н. Абрамов активно подпомага нейната работа. Те се запознават в началото на 50-те години на XX век по инициатива на Елена Рьорих чрез писма. Фосдик си спомня:
| „ | Борис Николаевич допринесе за мен по много начини, беше изпълнен с вдъхновение, намери необходимата информация за мен, а също така ме запозна с кипящия дух на тогавашния живот и стремежите на младите хора към новите течения в литературата и изкуството. Самият той гореше с огъня на духа, вярваше в по-светло бъдеще и беше пълен с вътрешни търсения. Красотата, каквото и да се изразяваше, имаше дълбок ефект върху него, той блестеше навсякъде, когато беше в контакт с нея. Искаше да помогне на всеки с каквото може. Спомням си думите му: „Винаги съм свикнал да давам, но ми е трудно да взема“. | “ |

Същата година Абрамов посещава Сергиев Посад и се моли пред мощите на св. Сергий Радонежки. По негова молба монахът дори отваря светилището и Абрамов успява да се поклони пред мощите на светеца.
През пролетта на 1962 г. по покана на познати от Украйна семейство Абрамови правят последен опит да сменят местожителството си и да се установят в покрайнините на Киев. Познатите не изпълняват обещанията си и надеждите за получаване на жилище не се сбъдват. Семейство Абрамови се завръщат във Веньов през юни същата година и живеят там до края на живота си.

### Живот във Веньов. 1961 – 1972 г.
Веньов е малък стар руски град, в който през 60-те години на XX век живеят около 6 хиляди души. Според легендата местата във Веньов са белязани от пристигането на Св. Сергий Радонежки до Веньовския манастир, за да посети своя духовен ученик игумен Петър, първият настоятел на мъжкия манастир. Сергий му подарява тояга, риза за коса и жезъл, които се съхраняват тук до 1930 г.
Над Веньов се издига величествената камбанария на Николаевската църква, разрушена след войната. Това е най-високата камбанария в Тулска област – 77,5 м. Според спомените на местните Абрамов се е погрижил за нейното възстановяване, виждайки в нея символ на устойчивостта и устремеността на човешкия дух.
Абрамов се влюбва в природата на Веньовския район. Той е дълбоко трогнат от легендата за 12-те ключа, разказана му от приятел на Веньов. Това място, както и други живописни околности на Веньов, той обича да посещава и се радва на красотата на природата.
През 1964 г. Абрамови получават едностаен апартамент в двуетажна панелна къща. Година по-късно се местят в малка частна къща, където Абрамов прекарва последните години от живота си. Това е къща тип барака (за трима собственици), където те заемат една трета и имат леха от зеленчуковата градина. Бараката не е оцеляла до наши дни, тъй като през 1987 г. на нейно място е построена пететажна жилищна сграда.
Във Веньов Абрамов, въпреки че е пенсионер, се опитва да си намери работа: преподава английски във вечерни курсове и дава частни уроци на кандидат-студенти.
Емигрантите, завърнали се в СССР от чужбина, са заобиколени от атмосфера на подозрение и предпазливост. Това принуждава Абрамови да бъдат по-резервирани и предпазливи. Пенсионираният подполковник Ю. П. Бургасов, който по това време е директор на автотранспорта и познава Б. Н. Абрамов отблизо в продължение на седем години, си спомня:
| „ | Мнозина знаеха за нашето приятелство. За това получих две тежки порицания и предупреждение за изключване от партията. Във Веньов той не разказа историята си на никой друг, отчасти защото аз го предупредих. Борис Николаевич беше кристално чист човек. За него честта беше по-скъпа от живота. Познавах много малко офицери като него. | “ |

Въпреки трудностите на ежедневието („трябваше сам да нося вода, да цепя дърва, да паля печката, да работя в градината“), интензивността на творческия живот на Абрамов никога не прекъсва. Близостта до Москва му позволява да присъства на важни събития, посветени на Рьорих, и да поддържа контакти със съмишленици. Известно е, че присъства на отбелязването на 60-годишнината на Юрий, 17 август 1965 г. при откриването на паметника му на Новодевическото гробище.
Въпреки разстоянията много приятели посещават Абрамови във Веньов, някои от тях доста редовно. Сред тях Л. С. Митусова, дъщеря на братовчед на Е. И. Рьорих, от Санкт Петербург, жители на Харбин, завърнали се в родината си: Г. А. Иванов (Уст-Каменогорск), Г. П. Кучма (Караганда), З. Н. Чунихина (Черногорск, Красноярски край), А. П. Хейдок (Балхаш, Казахстан), нови московски познати: космическите художници Б. А. Смирнов-Русецки, В. Т. Черноволенко, ученик на семейство Рьорих, съпрузите А. М. Кермелски и др. Комуникация с Абрамов поддържат и неговите ученици: Н. Д. Спирина. А. С. Падерин, Б. А. Данилов. Наталия Спирина ежегодно идва във Веньов от Академгородок по време на ваканциите си до 1969 г., когато майка и се разболява сериозно. До смъртта на Б. Н. Абрамов между тях тече редовна кореспонденция, поверителна и богата на съдържание.
През 1972 г. в поредицата „Животът на забележителните хора“ е публикувана книга за Рьорих. Един от нейните автори, П. Ф. Беликов, голям познавач на Рьорих, близък и предан служител на семейство Рьорих, с когото Абрамов е в кореспонденция, му подарява книгата с посвещение: „На скъпия Борис Николаевич със сърдечни поздрави и най-светли пожелания.

## Смърт
Лятото на 1972 г. е много сухо и горещо. В торфените блата избухват пожари, причинявайки сериозно замърсяване на атмосферата. Абрамов трябва сам да полива градината, да носи вода от помпата и да приготвя дърва за огрев. Това натоварване е непосилно за сърцето му и на 5 септември 1972 г. Абрамов внезапно почива. Погребан е във Веньов в гробището до древната църква „Йоан Кръстител“.
Въпреки физическата слабост и лошото здраве, Нина Ивановна живее сама повече от 20 години. В средата на 1980 г. тя получава апартамент в нова сграда. Съхранява архива и ръкописите на Абрамов и няколко години преди смъртта си ги прехвърля на Б. А. Данилов и Н. Д. Спирина в Новосибирск. През последните ѝ години за нея се грижат Б. А. Смирнов-Русецки и неговите ученици, които редовно идват от Москва, носейки храна и лекарства. Н. И. Абрамова почива на 20 юни 1994 г. Погребана е до съпруга си.

## Творчество

### Записки
Основната работа на целия живот на Абрамов е съставянето на морални и философски записки, които развиват темите на преподаването на жива етика (Агни Йога) и отразяват практическия път на самоусъвършенстване, който той неотклонно следва до края на дните си. Началото на записките се отнася към 1940 г., последната дата е 5 септември 1972 г., денят на смъртта на Абрамов.
Елена Ивановна и Николай Рьорих са запознати с бележките на Абрамов, които той изпраща в Индия. В ответни писма Елена Рьорих многократно потвърждава техния духовен източник и идеологическа приемственост с Преподаването на жива етика (Агни йога). Тя призовава Абрамов да „запази тези перли“ и, без да се съмнява в собствените си сили, системно да продължава творческата си работа.

### Литературно, музикално и изобразително творчество
Абрамов е всеобхватно образован човек: той обича и познава добре литературата, музиката, живописта и е запознат с технологиите. Пише стихове и разкази на духовни и нравствени теми, рисува акварели – пейзажи и символични картини, свири на пиано и композира музика. Н. Д. Спирина, ученик на Абрамов, отбелязва, че не обръща много внимание на това творчество. В същото време то толкова ярко отразява неговия мироглед, че си струва да се спомене отделно.
Художественото творчество на Абрамов стига до нас непълно. В неговите бележки и писма има описания на акварели и заглавия на разкази, които все още не са открити. Това, което е известно от творческото му наследство, се отнася главно до Харбинския период от живота му.
Поезия
Например, едно от стихотворенията му е посветено на книгите „Жива етика“:
| „ | Докато нежната светлина на утринта прогонва сянката на нощта, И пеенето на птици ражда сладост в сърцето, Както първият слънчев лъч предвещава деня за нас, И вятърът от планините носи мир и радост - Така че думите на тези книги са като птичи песни, Те раждат песни за щастие в душата, Горещ с огньовете на утринните светкавици И освети пътя, като лъч в лошо време. | “ |

Стихотворения и разкази на Б. Н. Абрамов, написани през 1940-1950-те години, са публикувани за първи път в алманаха „Феникс“ (Аделаида, Австралия).
Поетичните произведения са изградени върху ярки, запомнящи се метафори („Бял орел“, „Коледна елха“ и др.) и експресивни опозиции („Тъмни и тесни са границите на земята...“). В образна форма тук са предадени дълбоки философски идеи за многоизмерността на човешката природа, за присъствието в нас на светлината на духа, който озарява съзнанието, за ненаситното му желание за своята висша, небесна родина.
Н. Д. Спирина, самата тя поетеса, отбелязва, че в творчеството на Б. Н. Абрамов „ясно се очертават три основни теми: земният живот, свръхземното съществуване и пътят към Висшия свят. ... Земният свят е натоварващ. Нищо земно не привлича поета. ...Той твърди, че целта на земното съществуване е да намери пътя към Красотата на Висшите светове. ... Поетът вярва, че препятствията, правилно разбрани, не само не пречат, но всъщност допринасят за изкачването“.
Много параграфи от текста на „Светлините на Агни Йога“ са написани в бял стих (1952, 528; 1954, 112; 1958, 192 и др.). Понякога има разделение на поетични редове и рима (1951, 158, 160 и др.).
Музика
Стихотворенията на Абрамов са по своята същност музикални, а по някои от тях е написана музика. До нас са достигнали ноти на 16 вокални произведения на Абрамов. Според мемоарите на Н. Д. Спирина, Абрамов обича класическата музика, има красив глас и пее.
От 2007 г. вокалните произведения на Абрамов се изпълняват от солисти на Новосибирския театър за опера и балет. Музеят на Николай Рьорих в Новосибирск редовно е домакин на концерти, на които се изпълняват тези произведения.
Рисунки и акварели
Фондовете на Новосибирския музей на Н. К. Рьорих съдържат 13 рисунки, направени с графитен молив, и 17 акварелни рисунки от Б. Н. Абрамов. Повечето от тези творби са прехвърлени на Н. Д. Спирина Н. И. Абрамова през 1974 г. Един от акварелите, изобразяващи нарциси, е подарен от автора на приятел за рождения му ден (по-късно вдовицата го подарява на музея). Друг, 18-ият акварел, е оцелял само като цветна репродукция.
13 от 17 акварела са датирани от януари 1941 г. Б. Н. Абрамов не дава имена не озаглавява творбите си.
Първата им публикация е през 1997 г. в списание SibRO „Преди изгрев“. През същата година, по случай стогодишнината от рождението на Абрамов, акварели са изложени за първи път по време на юбилейна конференция в Новосибирск.
Живописните и графични произведения на Абрамов са дълбоко символични. Върху акварелите се срещат мотиви, близки до символиката на Н. К. Рьорих. Планините и изкачването им символизират житейския път на човек, стремящ се да постигне избраните идеали и най-високите ценности на духа. Този път е изпълнен с препятствия и тежки изпитания. Много от рисунките изобразяват тясна планинска пътека, по която се изкачват човешки фигури. В тези произведения централно място заема образът на духовния Учител, безкористно пазещ и защитаващ пътешествениците на живота от заплашващите ги зли и разрушителни сили.
Художникът изразява мислите си за живота и в пейзажи: хълмове, реки, хълмове са маркирани с плавни, меки линии, което носи усещане за тишина и спокойно величие на природата. На преден план на един от пейзажите ясно са нарисувани дървета, унищожени от природни елементи, и огромни камъни, сред които те, изглежда, просто са успели да се укрепят и растат по чудо. Тези дървета символизират вътрешна устойчивост и силата да се противопоставят на околните, често враждебни условия на живот. Безграничната шир на реката, която излиза в далечината, създава усещане за безкрайност на пространството, кара ви да мислите за непрекъснатия поток на живота.
В графичните творби на Абрамов се повтаря образът на птица с камък в човката. Някои рисунки имат надпис „Alatyr“. Алатир е „в руските средновековни легенди камък с чудодейни и лечебни свойства“, символ на силата на природата, вечността и безкрайността на движението на Вселената.

## Памет

### Във Веньов
Първата мемориална плоча на Б. Н. Абрамов в град Веньов е поставена по случай 110-годишнината от рождението му по инициатива на Сибирското Рьорихово дружество (SibRO, Новосибирск) през 2007 г. Паметната плоча е поставена в края на пететажната жилищна сграда, построена на мястото на къщата, в която са живели Абрамови от 1965 до 1972 г. (ул. „Советская“, 15). През 2017 г. изследователският център на Тула „Рьорих“ (TulRITS) организира замяна на плочата с нова. През 2016 г. в близост до тази жилищна сграда е оформен площад на името на Б. Н. Абрамов (ул. Советская, 15). Строителството е извършено от служителите на TulRITS със средства, събрани от общността на Рьорих.
През юбилейната 2017 г. SibRO и TulRITS основават обществен музей на Б. Н. Абрамов във Веньов, посветен на неговия житейски и духовен път. Музеят представя редки фотографии, сканирани копия на уникални архивни документи, лични вещи, книги, висококачествени репродукции на картини на Н. К. Рьорих и Б. Н. Абрамов. Музеят извършва фондова, експозиционна, екскурзионна, изследователска, образователна и издателска дейност. Работата се извършва на доброволни начала от служители на две организации – TulRITS и SibRO.
Музеят на Б. Н. Абрамов, площадът на негово име и Мемориалната плоча образуват единно духовно и културно пространство, чието създаване изразява уважение и добра памет на Б. Н. Абрамов, мислител и културен деец.
В Краеведския музей във Веньов се съхранява фондът на Абрамови, провеждат се временни изложби, съдържащи лични вещи на семейството, фотографии, книги, репродукции на акварели от Б. Н. Абрамов.

### В Новосибирск
В Музея на Н. К. Рьорих в Новосибирск в Мемориалния кабинет на Н. Д. Спирина постоянна експозиция представя фотоизложба за Б. Н. Абрамов, копия от неговите бележки, писма до Н. Д. Спирина, текстове на неговите музикални произведения. Редовно се провеждат и временни изложби, на които се излагат оригинални акварелни и графични произведения на Б. Н. Абрамов, негови лични вещи и книги.

### В Новокузнецк
Постоянната експозиция на Националния музей на семейство Рьорих – културно-просветното средище на библиотека „Д. С. Лихачов“ в Новокузнецк - представя снимки, факсимилни копия на нотните тетрадки на Б. Н. Абрамов от архива на Б. А. Данилов, книгата „Светлините на Агни Йога“, колекции от материали от четения в Кузбас в памет на Б. Н. Абрамов. По време на четенията в Кузбас се излагат репродукции на акварели на Абрамов и други материали.